# Musée Louis-Jourdan de Saint-Paul-de-Varax
Le musée Louis-Jourdan est un musée situé à Saint-Paul-de-Varax dans le département de l'Ain. Il est essentiellement consacré à l'œuvre du peintre paysagiste Louis Jourdan ; trente-cinq de ses toiles y sont exposées. 
Le musée possède le label musée de France.

## Présentation
Il a été créé en 1962, à la suite du don d'œuvres de Louis Jourdan, effectué par sa veuve. La maison qui accueille le musée est une ancienne cure, qui fut l'atelier d’été de Louis Jourdan de 1932 à 1945. Le musée ouvre quelques jours par an seulement.